# Silene nivalis
Silene nivalis là loài thực vật có hoa thuộc họ Cẩm chướng. Loài này được (Kit.) Rohrb. miêu tả khoa học đầu tiên năm 1869.